# 国際純正・応用化学連合
国際純正・応用化学連合（こくさいじゅんせい・おうようかがくれんごう、英: International Union of Pure and Applied Chemistry、IUPAC（アイユーパック））は、各国の化学者を代表する国内組織の連合である国際科学会議の参加組織である。国際純粋および応用化学連合などとも訳される。IUPACの事務局はノースカロライナ大学チャペルヒル校・デューク大学・ノースカロライナ州立大学が牽引するリサーチ・トライアングル・パーク（アメリカ合衆国ノースカロライナ州）にある。また、本部は、スイスのチューリッヒにある。2023年8月1日現在の事務局長は、Javier Garcia Martinezが務めている。
IUPACは、1919年に設立された。1911年4月に設立されていた国際応用化学協会 (International Association of Chemical Societies) を継承した。会員となる各国の組織は、各国の化学会や科学アカデミー、または化学者を代表するその他の組織である。54カ国の組織と3つの関連組織が参加している。IUPACの内部組織である命名法委員会は、元素や化合物の命名の標準（IUPAC命名法）として世界的な権威として認知されている。創設以来、IUPACは、各々の責任を持つ多くの異なる委員会によって運営されてきた。これらの委員会は、命名法の標準化を含む多くのプロジェクトを走らせ、化学を国際化する道を探し、また出版活動を行っている。
IUPACは、化学やその他の分野での命名法の標準化で知られている。また、化学・生物学・物理学を中心に多分野で出版物を発行している。これらの分野でIUPACが行った重要な仕事として、核酸塩基配列コード名の標準化や、環境科学者や化学者、物理学物のための本の出版、科学教育の改善の主導等があげられる。また、「元素の原子量の標準化」は、最古の委員会の1つである原子量及び同位体存在度委員会がおこなったものである。

## 創設と歴史

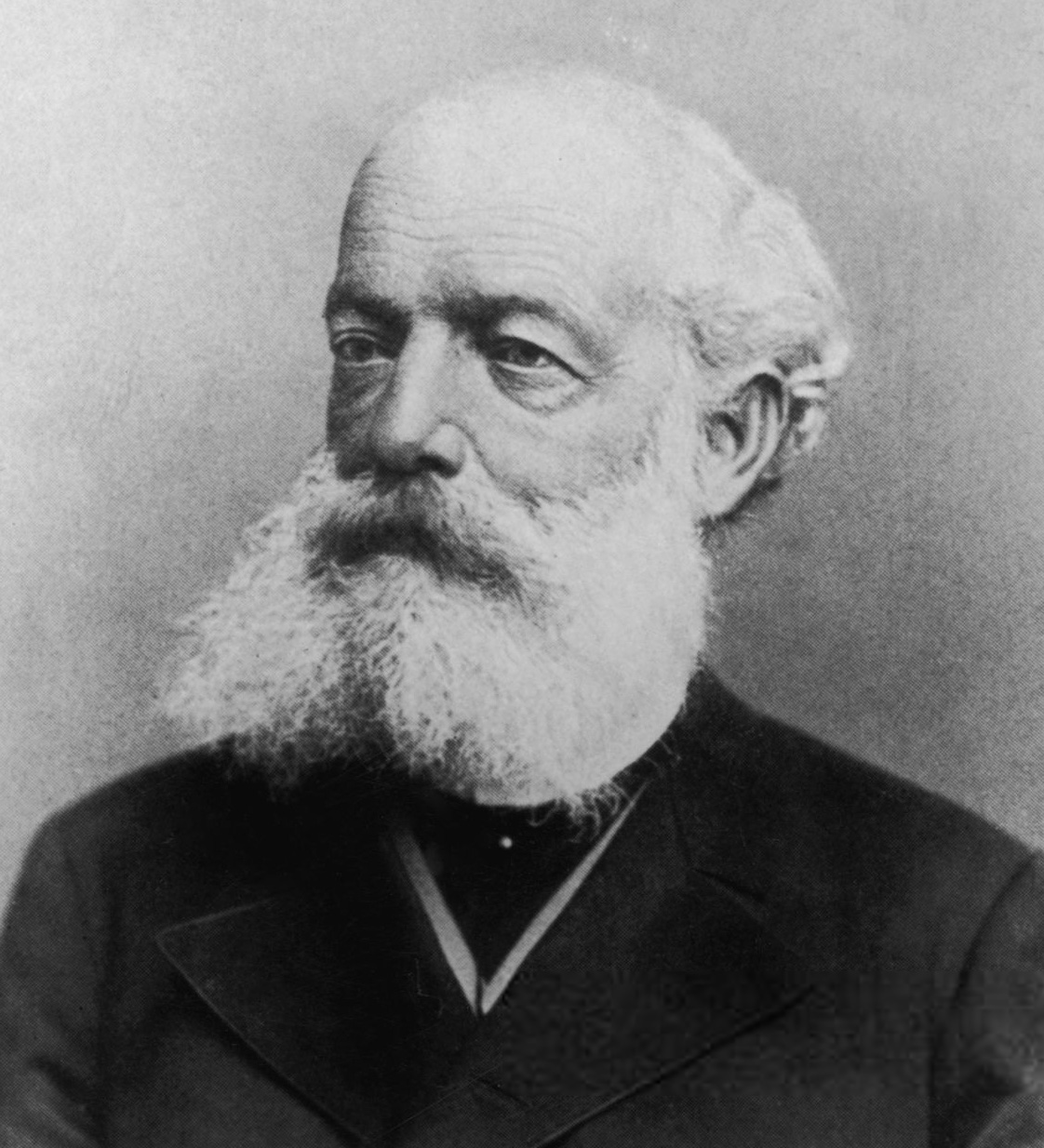
アウグスト・ケクレ

化学における国際的な標準の必要性は、1860年にドイツの化学者アウグスト・ケクレが主宰する委員会により初めて提唱された。この委員会は、有機化合物に対する国際的な命名システムを作るための初めての国際会議だった。この会議で検討されたアイデアは、有機化合物のIUPAC命名法の元になった。IUPACは、この会議を引き継いで設立され、最も重要な、歴史的な化学者の国際連携の1つとなった。この時から、IUPACは、公式な有機化合物命名法を発展、維持する責任を持つ公式機関となった。IUPACは、そのようなものとして1919年に設立された。この初期のIUPACから除外された有力な国の1つは、ドイツである。ドイツの除外は、第一次世界大戦後の連合国からのドイツへの嫌悪感のためだった。ドイツは最終的に1929年にIUPACに加盟した。しかし、ナチス・ドイツは、第二次世界大戦中にIUPACから除名された。
第二次世界大戦中、IUPACは連合国側についたが、戦争自体にはほとんど巻き込まれなかった。戦後、西ドイツはIUPACへの復帰を許された。第二次世界大戦以降、IUPACは、妨害なしに科学の命名や方法を標準化することに注力している。

## 委員会とガバナンス
IUPACは、各々異なる責任を持つ複数の委員会により運営されている。委員会は、以下の通りである：CHEMRAWN(世界のニーズへの化学研究の適用)委員会、化学教育委員会、化学と産業委員会、出版及び電子出版委員会、評価委員会、執行委員会、財務委員会、術語・命名法・記号のための部会間委員会、プロジェクト委員会、諮問委員会。各委員会の委員は、異なる国の組織から選出される。

## 発行物
IUPACから、化学に関する規定などを定めたルールブックが発行されている。これらの書籍はまとめて、「カラーブック」と呼ばれている。
| 愛称           | 正式名称                                                                                                | 説明                                                                   |
| -------------- | --- | ---------------------------------------------------------------------- |
| ゴールドブック | Compendium of Chemical Terminology 化学用語集                                                           | 化学者Victor Goldによって編集された化学用語辞典                        |
| グリーンブック | Quantities, Units and Symbols in Physical Chemistry 物理化学における量、単位、および、記号              | 物理化学で使われる多数の量の名前・記号・単位・定義と使い方などを採録。 |
| オレンジブック | Compendium of Analytical Nomenclature 分析化学用語集                                                    | 分析化学の用語についての規定などを採録                                 |
| パープルブック | Compendium of Macromolecular Terminology and Nomenclature 高分子化学用語集                              | 高分子化学についての規定などを採録                                     |
| レッドブック   | Nomenclature of Inorganic Chemistry 無機化学用語集                                                      | 無機物の命名規則についての規定を採録                                   |
| ブルーブック   | Nomenclature of Organic Chemistry 有機化学用語集                                                        | 有機物の命名規則についての規定を採録                                   |
| シルバーブック | Compendium of Terminology and Nomenclature of Properties in Clinical Laboratory Sciences 臨床化学用語集 | 臨床化学についての規定を採録                                           |
| ホワイトブック | Biochemical Nomenclature and Related Documents 生化学用語と関係文書                                     | 生化学についての規定を採録                                             |

そのほかにも、Pure and Applied Chemistryという公式ジャーナルが、Walter de Gruyter出版から毎月発刊されている。

## 命名
前述のように、IUPAC委員会は、有機化合物や無機化合物の公式な命名について、長い歴史を持つ。IUPAC命名法は、全ての化合物を一式の規則に基づいて一意に命名するために発展してきた。最初の版は国際応用化学会議からの情報に基づくもので、1900年に出版されたA Guide to IUPAC Nomenclature of Organic Compoundsである。

### 有機化合物
有機化合物の命名は、置換基、炭素鎖、接尾辞の3つの部分からなる。置換基は、主要な炭素鎖に結合する官能基であり、主要な炭素鎖は、最も長い連続する鎖である。接尾辞は、分子の種類を示す。例えば、-アンという接尾辞は、ヘキサンのように、単結合の炭素鎖であることを表す。
シクロヘキサノールを例に取り、IUPAC命名法の構造を示す。

シクロヘキサノール

- 「シクロ」は、環式化合物を示す置換基名である。
- 「ヘキサ」は、炭素鎖長が6つであることを示す。
- 「アン」は、炭素鎖が単結合であることを示す。
- 「オール」は、分子の種類がアルコールであることを示す。

2つの接尾辞が融合して「アノール」となっており、単結合の炭素鎖にアルコール基が結合していることを示している。

### 無機化合物
基本的なIUPAC無機化合物命名法は、カチオンとアニオンの2つの部分から成り立っている。カチオンは正電荷を帯びたイオン、アニオンは負電荷を帯びたイオンの名前である。
無機化合物のIUPAC命名法の例は、塩素酸カリウム(Potassium chlorate)である。

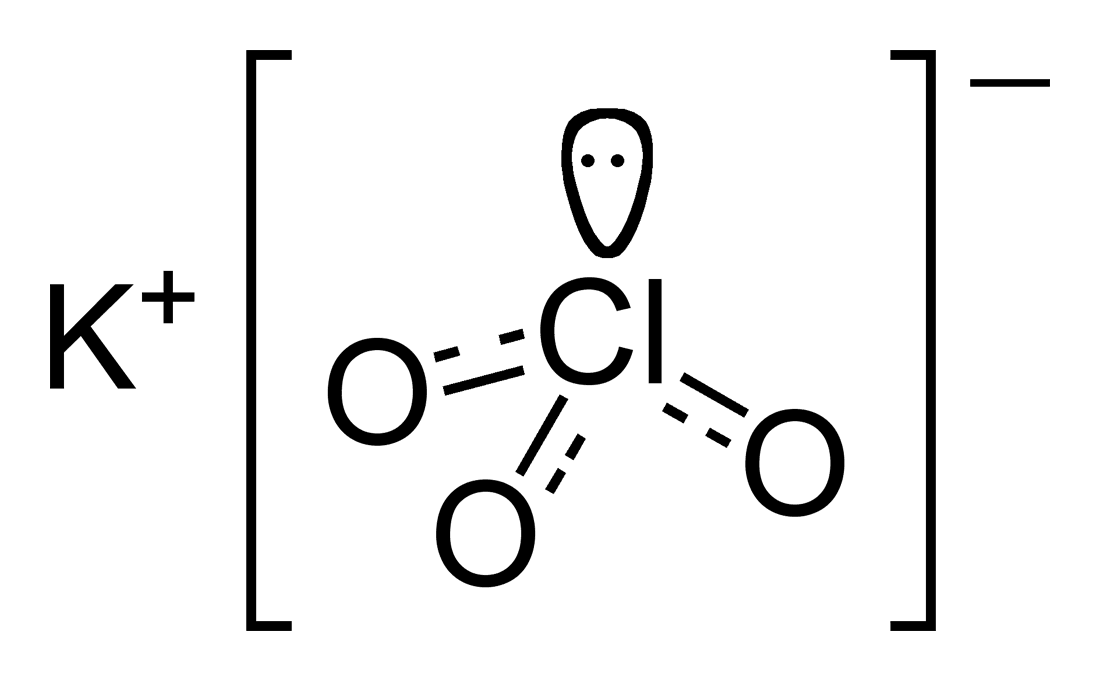
塩素酸カリウム

- カリウムはカチオン名である。
- 塩素酸はアニオン名である[14]。

## アミノ酸と核酸塩基のコード
IUPACは、アミノ酸や核酸塩基を同定するためのコードを与えるシステムも持っている。IUPACは、アミノ酸の長い配列を表すコードのシステムを必要とした。これにより、配列を比較してホモログを探索することが可能となった。この配列は、1文字または3文字のコードから構成される。
このコードにより、タンパク質を構成するアミノ酸配列をより簡単に短く記載できるようになった。核酸塩基はプリン（アデニンおよびグアニン）とピリミジン（シトシンおよびチミンまたはウラシル）からなり、これらがDNAやRNAを構成する。このコードを用いることにより、生物のゲノムをより容易に表すことができる。
| 核酸コード | 意味                           | 記号                           |
| ---------- | ------------------------------ | ------------------------------ |
| A          | A                              | アデニン(Adenine)              |
| C          | C                              | シトシン(Cytosine)             |
| G          | G                              | グアニン(Guanine)              |
| T          | T                              | チミン(Thymine)                |
| U          | U                              | ウラシル(Uracil)               |
| R          | AまたはG                       | プリン(puRine)                 |
| Y          | C, TまたはU                    | ピリミジン(pYrimidines)        |
| K          | G, TまたはU                    | ケトン(Ketones)                |
| M          | AまたはC                       | アミノ(aMino groups)           |
| S          | CまたはG                       | 強相互作用(Strong interaction) |
| W          | A, TまたはU                    | 弱相互作用(Weak interaction)   |
| B          | A以外 (すなわちC, G, TまたはU) | Aの後のB                       |
| D          | C以外 (すなわちA, G, TまたはU) | Cの後のD                       |
| H          | G以外 (すなわちA, C, TまたはU) | Gの後のH                       |
| V          | T、U以外 (すなわちA, CまたはG) | Uの後のV                       |
| N          | A C G T U                      | 核酸 (Nucleic acid)            |
| X          | マスク                         |                                |
| -          | 中間長ギャップ                 |                                |

アミノ酸のコード（24アミノ酸と3つの特殊コード）は、以下のとおりである。
| アミノ酸コード | 意味                             |
| -------------- | -------------------------------- |
| A              | アラニン                         |
| B              | アスパラギン酸またはアスパラギン |
| C              | システイン                       |
| D              | アスパラギン酸                   |
| E              | グルタミン酸                     |
| F              | フェニルアラニン                 |
| G              | グリシン                         |
| H              | ヒスチジン                       |
| I              | イソロイシン                     |
| J              | ロイシンまたはイソロイシン       |
| K              | リシン                           |
| L              | ロイシン                         |
| M              | メチオニン                       |
| N              | アスパラギン                     |
| O              | ピロリシン                       |
| P              | プロリン                         |
| Q              | グルタミン                       |
| R              | アルギニン                       |
| S              | セリン                           |
| T              | スレオニン                       |
| U              | セレノシステイン                 |
| V              | バリン                           |
| W              | トリプトファン                   |
| Y              | チロシン                         |
| Z              | グルタミン酸またはグルタミン     |
| X              | 全て                             |
| *              | 停止                             |
| -              | 中間長ギャップ                   |

## 世界化学年

世界化学年のロゴ

2011年に行われた世界化学年は、IUPACとUNESCOが中心となって進めた。もともとはイタリアのトリノで行われたIUPACの総会で提案され、2008年のUNESCOの会議で承認された。世界化学年の主要な目的は、公衆の化学に対する理解を深め、化学の世界に対する興味を増すことであった。また若者を化学に関与させることや、化学が人々の生活を改善してきたことを称えることも目的の1つであった。